# Nicolás Berardo
Nicolás Berardo (26 de julio de 1990, San Basilio, Córdoba, Argentina) es un futbolista argentino nacionalizado chileno que se desempeña como lateral izquierdo y actualmente milita en Deportes Antofagasta de la Primera B de Chile.

## Carrera
Se inició en el Club Atlético San Basilio de su pueblo natal.

### Argentinos Juniors
Pasó de las inferiores de Argentinos Juniors a la Primera División. Su debut se produjo el día 31 de mayo de 2009 cuando su club empató a 0 con River Plate en condición de local. Debutó bajo al mano de Claudio Borghi, luego de una temporada con bastante regularidad emigra por primera vez a Chile. Compartió la defensa con Santiago Gentiletti.
En julio de 2012 se transformó en el nuevo refuerzo del club chileno Unión Española, cedido por Argentinos Juniors por una temporada. Posteriormente, logró llegar junto a Unión Española a una final disputada primero en el Estadio Santa Laura y luego en el Estadio CAP contra Huachipato válida por el Clausura 2012, siendo el conjunto hispano derrotado en una agónica final, definiéndose por penales luego de un empate en el marcador global de 4-4.
Al año siguiente, revalidó su titularidad en el conjunto de Unión Española siendo un eje dentro de la defensa y en las salidas ofensivas del cuadro hispano. Logró anotar 3 tantos, dos de ellos de cabeza. Seis después de haber perdido la final del Clausura frente a Huachipato, lograría coronarse campeón del Torneo Transición 2013, tomando revancha del campeonato pasado, esta vez ganándolo contra Universidad Católica. Posteriormente, el 10 de julio de 2013, obtendría el título de la Supercopa de Chile, venciendo en la final por 2-0 a Universidad de Chile, en el Estadio Regional Calvo y Bascuñán de Antofagasta.
Tras una temporada a préstamo, donde el jugador se consolidó como una de las piezas fundamentales en la oncena titular dirigida por José Luis Sierra, Unión Española hizo uso de la opción de compra sobre Berardo, adquiriendo un porcentaje de su carta, permaneciendo cinco años en el club hasta el año 2017.
Tras infructuosos intentos de renovación con el cuadro hispano, para el Torneo de Transición 2017 Berardo ficha por Coquimbo Unido, en ese entonces en la Primera B. Con el cuadro pirata logra el ascenso a la división de honor del fútbol chileno para la temporada 2019 y la clasificación a Copa Sudamericana 2020 tras un complejo cierre de Campeonato Nacional AFP PlanVital 2019, permaneciendo en el club para la temporada 2020.

## Estadísticas
| Argentinos Juniors Argentina | 1ª            | 2008-09       | 2   | 0  | —  | — | —  | — | 2   | 0  |
| Argentinos Juniors Argentina | 1ª            | 2009-10       | 1   | 0  | —  | — | —  | — | 1   | 0  |
| Argentinos Juniors Argentina | 1ª            | 2010-11       | 19  | 1  | 1  | 0 | 4  | 0 | 24  | 1  |
| Argentinos Juniors Argentina | 1ª            | 2011-12       | 18  | 1  | —  | — | —  | — | 18  | 1  |
| Argentinos Juniors Argentina | Total club!   | Total club!   | 40  | 2  | 1  | 0 | 4  | 0 | 45  | 2  |
| Unión Española · Chile | 1ª            | 2012          | 20  | 1  | 10 | 1 | —  | — | 30  | 2  |
| Unión Española · Chile | 1ª            | 2013          | 12  | 2  | —  | — | —  | — | 12  | 2  |
| Unión Española · Chile | 1ª            | 2013-14       | 28  | 1  | 2  | 1 | 7  | 0 | 37  | 2  |
| Unión Española · Chile | 1ª            | 2014-15       | 24  | 2  | 9  | 1 | —  | — | 33  | 3  |
| Unión Española · Chile | 1ª            | 2015-16       | 25  | 3  | 9  | 3 | —  | — | 34  | 6  |
| Unión Española · Chile | 1ª            | 2016-17       | 13  | 0  | 3  | 0 | —  | — | 16  | 0  |
| Unión Española · Chile | Total club    | Total club    | 122 | 9  | 33 | 6 | 7  | 0 | 162 | 15 |
| Coquimbo Unido · Chile | 2ª            | 2017          | 2   | 0  | 0  | 0 | —  | — | 2   | 0  |
| Coquimbo Unido · Chile | 2ª            | 2018          | 0   | 0  | 0  | 0 | —  | — | 0   | 0  |
| Coquimbo Unido · Chile | 1ª            | 2019          | 9   | 1  | 0  | 0 | —  | — | 9   | 1  |
| Coquimbo Unido · Chile | 1ª            | 2020          | 20  | 1  | —  | — | 5  | 0 | 25  | 1  |
| Coquimbo Unido · Chile | 1.ª           | 2022          | 18  | 1  | 2  | 0 | —  | — | 20  | 1  |
| Coquimbo Unido · Chile | Total club    | Total club    | 49  | 3  | 2  | 0 | 5  | 0 | 56  | 3  |
| Palestino · Chile | 1ª            | 2021          | 16  | 1  | 0  | 0 | 4  | 0 | 20  | 1  |
| Palestino · Chile | Total club    | Total club    | 16  | 1  | 0  | 0 | 4  | 0 | 20  | 1  |
| Magallanes · Chile | 1.ª           | 2023          | 22  | 2  | 2  | 0 | 7  | 1 | 31  | 3  |
| Magallanes · Chile | Total club    | Total club    | 22  | 2  | 2  | 0 | 7  | 1 | 31  | 3  |
| Deportes Antofagasta · Chile | 2.ª           | 2024          | 28  | 0  | 0  | 0 | —  | — | 28  | 0  |
| Deportes Antofagasta · Chile | 2.ª           | 2025          | 1   | 0  | 0  | 0 | —  | — | 1   | 0  |
| Deportes Antofagasta · Chile | Total club    | Total club    | 29  | 0  | 0  | 0 | 0  | 0 | 29  | 0  |
| Total carrera | Total carrera | Total carrera | 280 | 17 | 38 | 6 | 27 | 1 | 338 | 24 |
| (1) Incluye datos de Copa Argentina y Copa Chile. (2) Incluye datos de Copa Sudamericana y Copa Libertadores. (3) No incluye goles en partidos amistosos. |               |               |     |    |    |   |    |   |     |    |

## Palmarés

### Campeonatos nacionales
| Título             | Club               | País      | Año  |
| ------------------ | ------------------ | --------- | ---- |
| Primera División   | Argentinos Juniors | Argentina | 2010 |
| Primera División   | Unión Española     | Chile     | 2013 |
| Supercopa de Chile | Unión Española     | Chile     | 2013 |
| Primera B de Chile | Coquimbo Unido     | Chile     | 2018 |
| Supercopa de Chile | Magallanes         | Chile     | 2023 |